# Vivonne

Vivonne este o comună în departamentul Vienne, Franța. În 2009 avea o populație de 3,197 de locuitori.